# Laura Miloš
Laura Miloš, född 20 oktober 1994, är en kroatisk volleybollspelare (vänsterspiker).
Miloš spelar med Kroatiens landslag och har med dem deltagit i EM 2021 och VM 2022. Hon har spelat med klubbar i Kroatien, USA, Belgien och Frankrike.